# گمینا دوبرچ
گمینا دوبرچ (به لهستانی:  Gmina Dobrcz) یک گمینا در لهستان است که در شهرستان بیدگوشچ واقع شده‌است. گمینا دوبرچ ۱۳۰٫۴۱ کیلومتر مربع مساحت و ۹٬۲۱۵ نفر جمعیت دارد.

## خواهرخوانده
شهر کاستورانو خواهرخواندهٔ گمینا دوبرچ هست.